# 汉云陵
汉云陵为汉朝皇家陵寝之一，为汉昭帝母亲钩弋夫人墓。位于今陕西省咸阳市淳化县铁王乡大疙瘩村。
云陵陵墓封土为覆斗形，底部东西135米，南北长143米，封土高25米。顶部东西46米，南北52米。陵园东西长282米，南北长331米。设四门，门外都置双阙。2013年，成为第七批全国重点文物保护单位。
2016年7月云陵被盗。2017年11月公安机关破获盗墓集团，追回文物一千多件。